# Framtiden 1

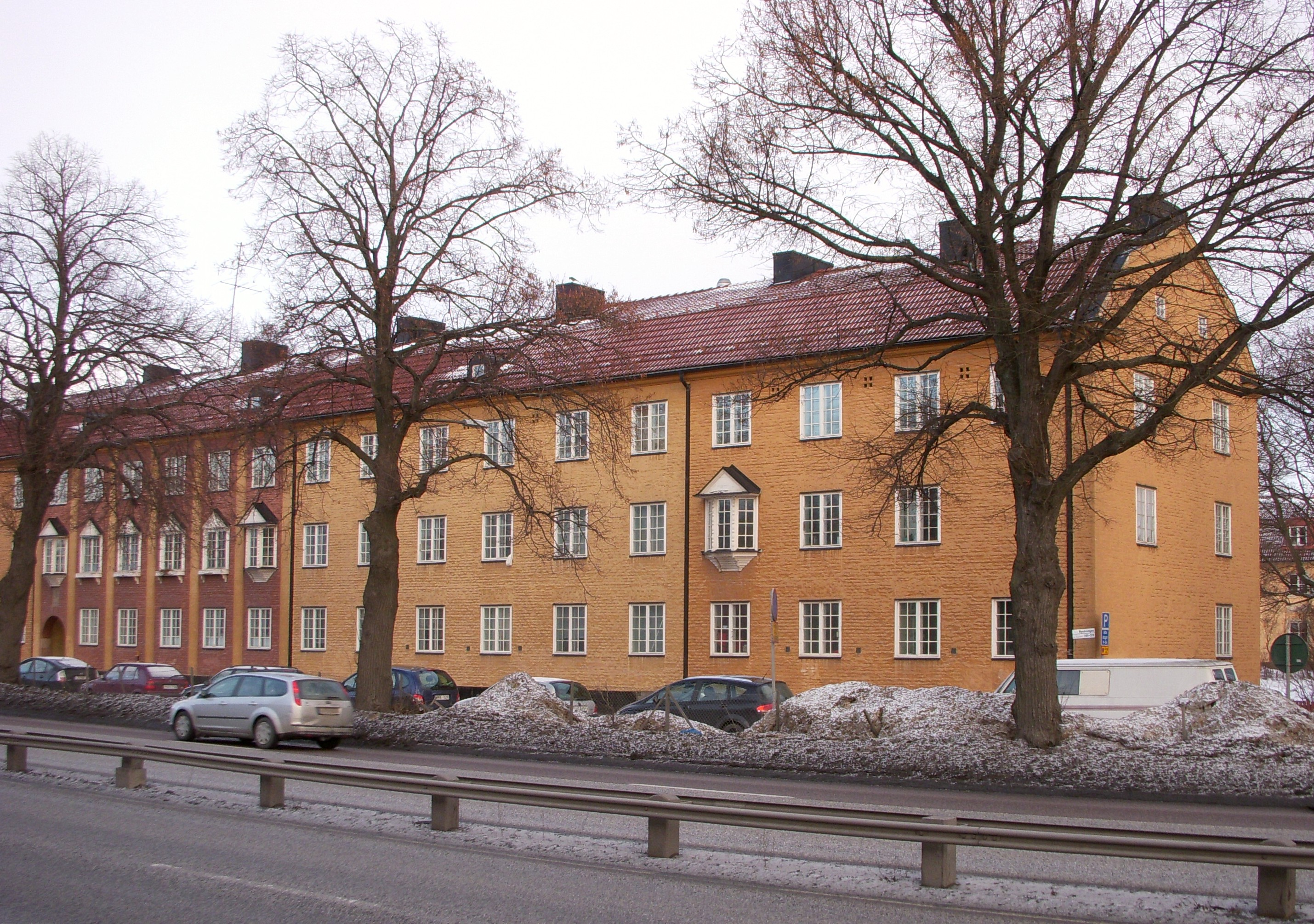
Framtidens hus från Nynäsvägen, 2011.

Framtiden 1 (även Framtidens hus) är en bostadsfastighet i kvarteret Framtiden 1 i Gamla Enskede med adress Nynäsvägen 307-315. Byggnaden uppfördes 1915 efter ritningar av arkitekt Cyrillus Johansson. Huset fick “blåmärkning” av Stadsmuseet i Stockholm vilket innebär att byggnaden representerar "synnerligen höga kulturhistoriska värden". Grannfastigheten heter Nutiden och här låg biografen Enskede Kvarn mellan 1926 och 1962.

## Historik

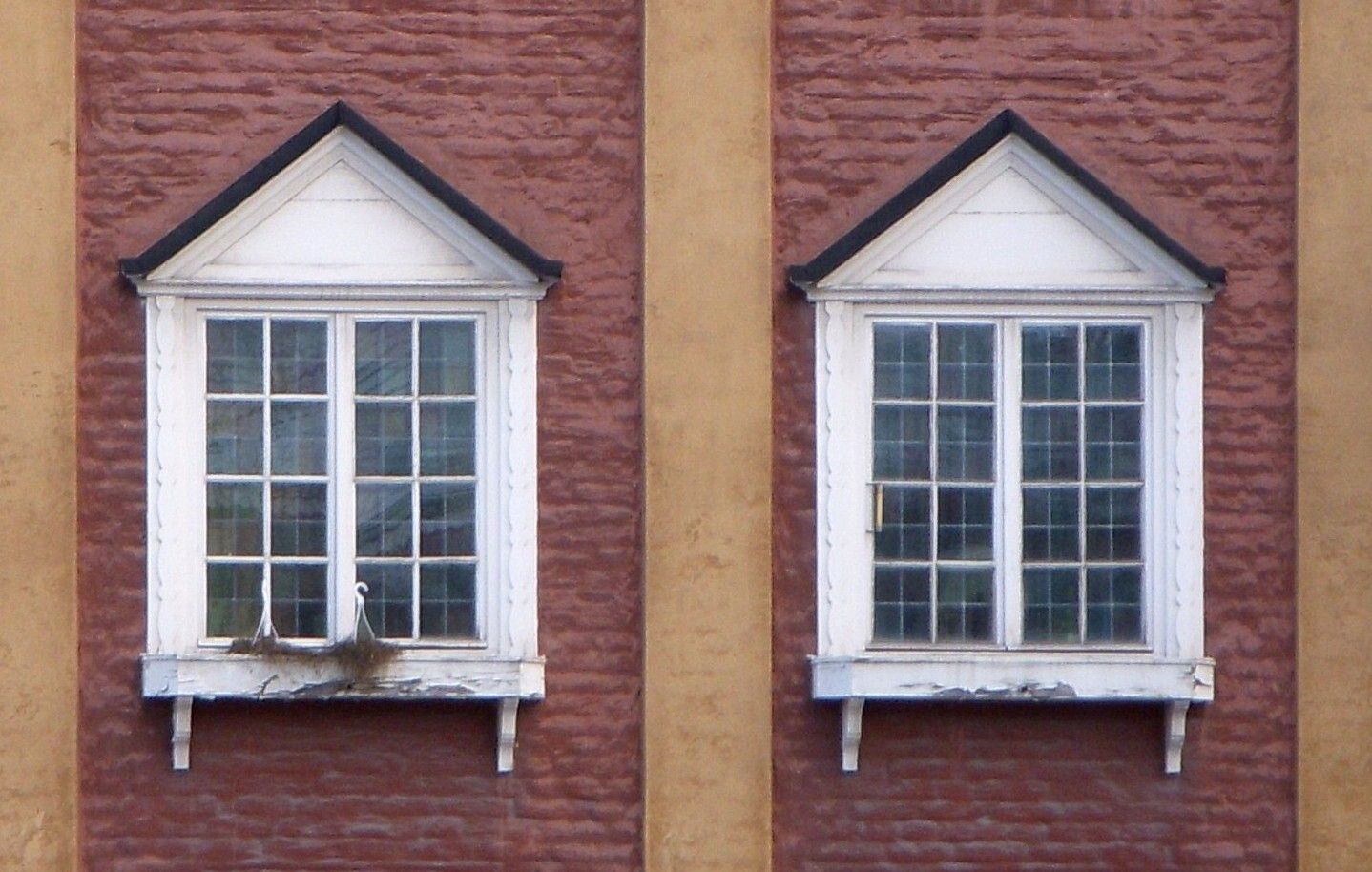
Fönsterdetalj, 2011.

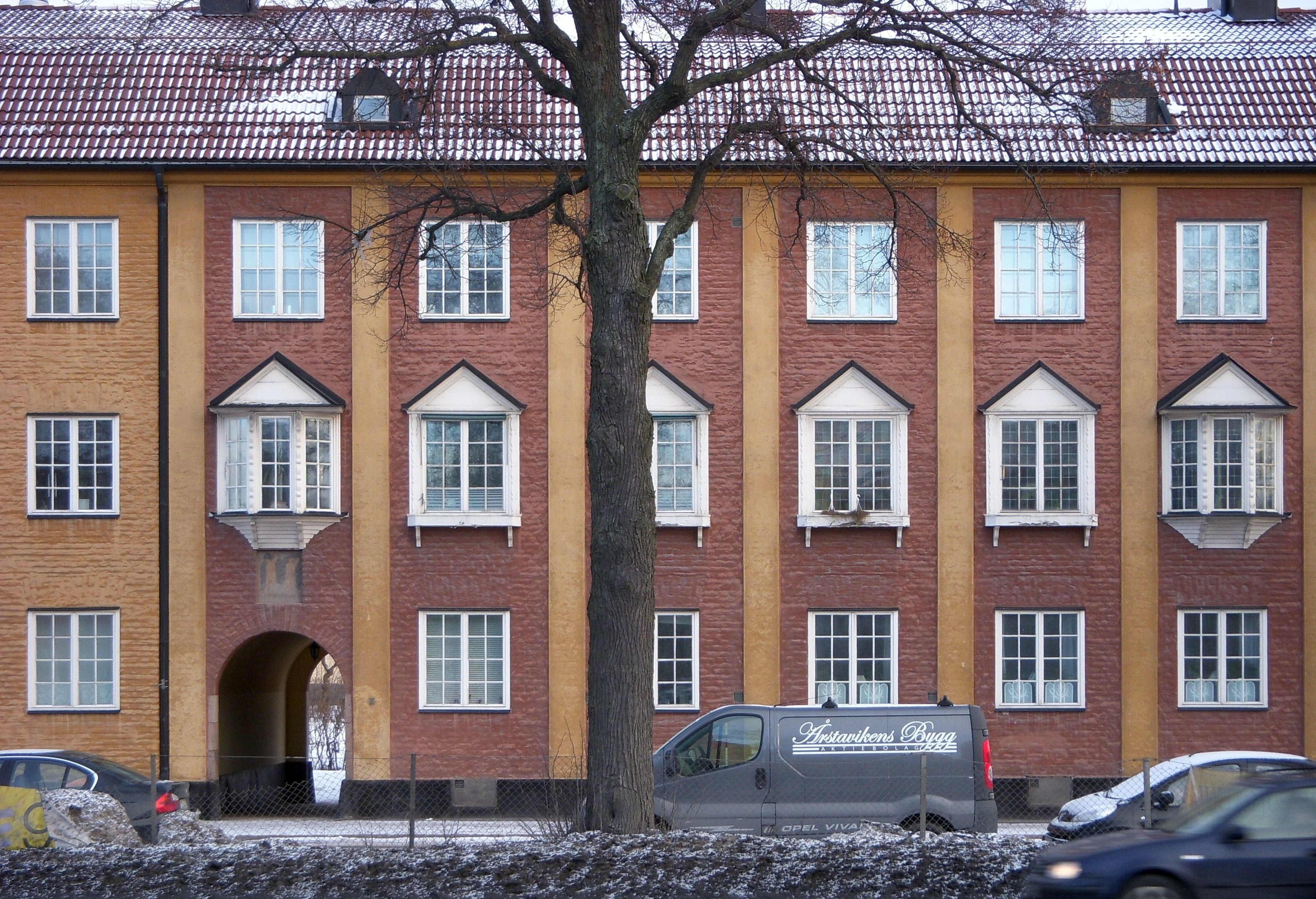
Fasaddetalj, 2011.

Framtidens hus projekterades som arbetarbostad i bostadsbristens tid under första världskriget och uppfördes på initiativ av Centralförvaltning för socialt arbete (CSA) med Cyrillus Johansson som arkitekt.  Huset var ursprungligen tänkt som en del i ett framtida större kvarter med husblock grupperade kring en långsmal innergård, men bara längan mot Nynäsvägen fullbordades.
Fasaden karaktäriseras av omsorgsfullt utformade detaljer, gedigna materialval och symmetri. Fasadernas ytbehandling och gestaltning visar slammat tegel i olika gula och röda nyanser, som ger intryck av flera sammanbyggda huskroppar. Byggnadskroppen i längans centrum präglas av vertikala band, formgivna som enkla pilastrar och fönster gestaltade som burspråk med en tympanonliknande avslutning upptill. Här leder även en portal till gårdssidan. Enligt Stadsmuseets bedömning ”bevarar anläggningen sin individuella och uttrycksfulla arkitektur och har ett högt arkitektoniskt- och miljöskapande värde.”
Huset innehöll små lägenheter om ett och två rum och kök samt WC (inga badrum). Tvåorna var genomgående (fönster mot gården och gatan) med två lägenheter per trapplan.  Ettorna var enkelsidiga med fyra lägenheter per våningsplan. Entréerna ligger på gårdssidan. Hösten 1915 anordnades en liten utställning med en visningslägenhet som möblerades med enkla och praktiska möbler.  Sedan 1997 är Framtiden 1 omvandlad till en bostadsrättsförening.